# Columba argentina
Columba argentina е вид птица от семейство Гълъбови (Columbidae). Видът е критично застрашен от изчезване.

## Разпространение
Разпространен е в Индонезия и Малайзия.